# Gouvernement Cañellas IV
Îles Baléares
Cañellas III Soler
Le gouvernement Cañellas IV (en catalan : Quart Govern de Gabriel Cañellas) est le gouvernement des îles Baléares du 4 juillet 1995 au 3 août 1995, sous la IVe législature du Parlement.

## Historique
Ce gouvernement est dirigé par le président des îles Baléares conservateur sortant Gabriel Cañellas. Il est constitué du seul Parti populaire (PP) et dispose de 30 députés sur 59, soit 50,8 % des sièges du Parlement.
Il est formé à la suite des élections parlementaires du 28 mai 1995.

### Formation
Le 29 juin 1995, Gabriel Cañellas remporte le vote d'investiture au Parlement par 33 voix favorables et 26 contre. Nommé président le 1er juillet suivant, le nouveau gouvernement de Gabriel Cañellas entre en fonctions le 4 juillet.

## Composition
| Fonction                                                        | Titulaire | Titulaire                   | Parti |
| --------------------------------------------------------------- | --------- | --------------------------- | ----- |
| Président                                                       |           | Gabriel Cañellas i Fons     | PP    |
| Vice-présidente                                                 |           | Rosa Estaràs Ferragut       | PP    |
| Conseillère à la Gouvernance                                    |           | Catalina Cirer Adrover      | PP    |
| Conseiller à l'Économie et aux Finances                         |           | Jaume Matas i Palou         | PP    |
| Conseiller à la Fonction publique                               |           | José Antonio Berastain Díez | PP    |
| Conseiller à la Culture, à l'Éducation et aux Sports            |           | Bartomeu Rotger Amengual    | PP    |
| Conseiller à l'Agriculture et à la Pêche                        |           | Mariano Socías Morell       | PP    |
| Conseiller à la Santé et à la Sécurité sociale                  |           | Bartomeu Cabrer Barbosa     | PP    |
| Conseiller aux Travaux publics et à l'Aménagement du territoire |           | Bartomeu Reus Beltrán       | PP    |
| Conseiller au Tourisme                                          |           | Juan Flaquer Riutort        | PP    |
| Conseiller au Commerce et à l'Industrie                         |           | Cristóbal Triay Humbert     | PP    |
| Conseiller sans portefeuille                                    |           | Lucas Prats Ribas           | PP    |